# Mistake Peak
Mistake Peak (von englisch mistake ‚Fehler, Versehen, Irrtum‘) ist ein 2600 m hoher und schneebedeckter Berggipfel im ostantarktischen Viktorialand. Er ragt rund 5 km westsüdwestlich des Shapeless Mountain am Südende der Willett Range auf.
Die neuseeländische Nordgruppe der Commonwealth Trans-Antarctic Expedition (1955–1958) benannte ihn 1957 so, weil sie den Berg bestieg im irrtümlichen Glauben, es handele sich um den Shapeless Mountain.